# Sergio Pérez
Sergio "Checo" Michel Pérez Mendoza, mais conhecido como Sergio Pérez (Guadalajara, 26 de janeiro de 1990) é um automobilista mexicano que recentemente competiu na Formula 1 pela equipe Red Bull Racing. Pérez estreou na categoria em 2011, pela Sauber, e além desta, também competiu pelas equipes McLaren, Force India, Racing Point e Red Bull Racing.

## Biografia
Sergio Pérez é filho de Marilú Mendoza de Pérez e Antonio Pérez Garibay, político mexicano que está sempre nas corridas e é um ferrenho defensor de seu filho. Antonio já foi piloto e afirmou em entrevistas que mudou a data da cesariana de Checo para não coincidir com o dia das 24 Horas de Daytona de 1990, que ele queria comparecer para acompanhar o amigo e piloto Tomas Lopez. O pai de Pérez também já foi agente de pilotos, trabalhando com nomes como Adrián Fernández, que competiu na Champ Car e na Indy entre 1993 e 2005, e Checo cresceu nesse meio. Ele tem uma irmã mais velha, Paola, e um irmão mais velho, Antonio, que também já foi piloto e competiu na NASCAR mexicana.
Sergio Pérez é católico, é casado com Carola Martinez desde 2018 e tem quatro filhos: Sergio Pérez Jr,, nascido em 2017, Carlota, nascida em 2019, Emilio, nascido em 2022 e uma menina nascida em 2023, cujo nome não foi divulgado.

## Carreira

### Kart
Aos seis anos, em 1996, Pérez iniciou sua carreira no kart. Mas aos 12 anos, Pérez se envolveu em uma confusão com o piloto Klaus Schinkel Jr. durante uma prova da Shifters 125 c.c. e acabou sendo banido das competições de kart de seu país. O piloto e seu pai acusaram a família de Sckinkel de ter abusado de suas conexões na Federação Mexicana de Automobilismo Esportivo para prejudicar a ascensão de Checo.

### Skip Barber
Em 2004, Perez começou a ser apoiado por Carlos Slim, magnata mexicano dono da Telmex, que patrocinou sua incursão no automobilismo norte-americano. Checo competiu na Skip Barber National Championship (antiga Fórmula Dodge) pela Escuderia Telmex, na qual obteve um pódio, 77 pontos e terminou a temporada em décimo primeiro.

### Fórmula BMW
Aos quinze anos, Pérez partiu para a Alemanha "só com a passagem de ida" e chegou a morar em um restaurante de Slim, como o próprio relata em entrevistas. Ele competiu na Fórmula BMW alemã pela 4speed Media, terminando seu primeiro ano na categoria em 14º, com um pódio e 34 pontos. Em seu segundo ano, Pérez mudou para a ADAC Berlín-Brandenburg e obteve dois pódios e 112 pontos, terminando o campeonato na sexta colocação.

### A1 GP
Perez participou da décima etapa da temporada de 2006–07 da A1 GP competindo pelo A1 Team México, sendo o terceiro mais jovem a competir na categoria. A rodada dupla foi disputada em Xangai, e na primeira corrida, Pérez terminou em décimo quinto. Na segunda, ele abandonou.

### Fórmula 3 Inglesa
Em 2007, Pérez competiu na Fórmula 3 Inglesa pela T-Sport na National Class. Checo foi campeão ao obter catorze poles, catorze vitórias, dezenove pódios e 376 pontos. Ele seguiu na F3 Inglesa em 2008, mais uma vez representando a T-Sport, mas agora na categoria principal. Pérez competiu contra futuros colegas da F1, como Marcus Ericsson, Brendon Hartley, Max Chilton e Jaime Alguersuari, com o mexicano vencendo quatro etapas, fazendo sete pódios e brigando pelo título, que acabou indo para Alguersuari. Já Pérez encerrou o ano em quarto lugar, com 195 pontos.

### GP2

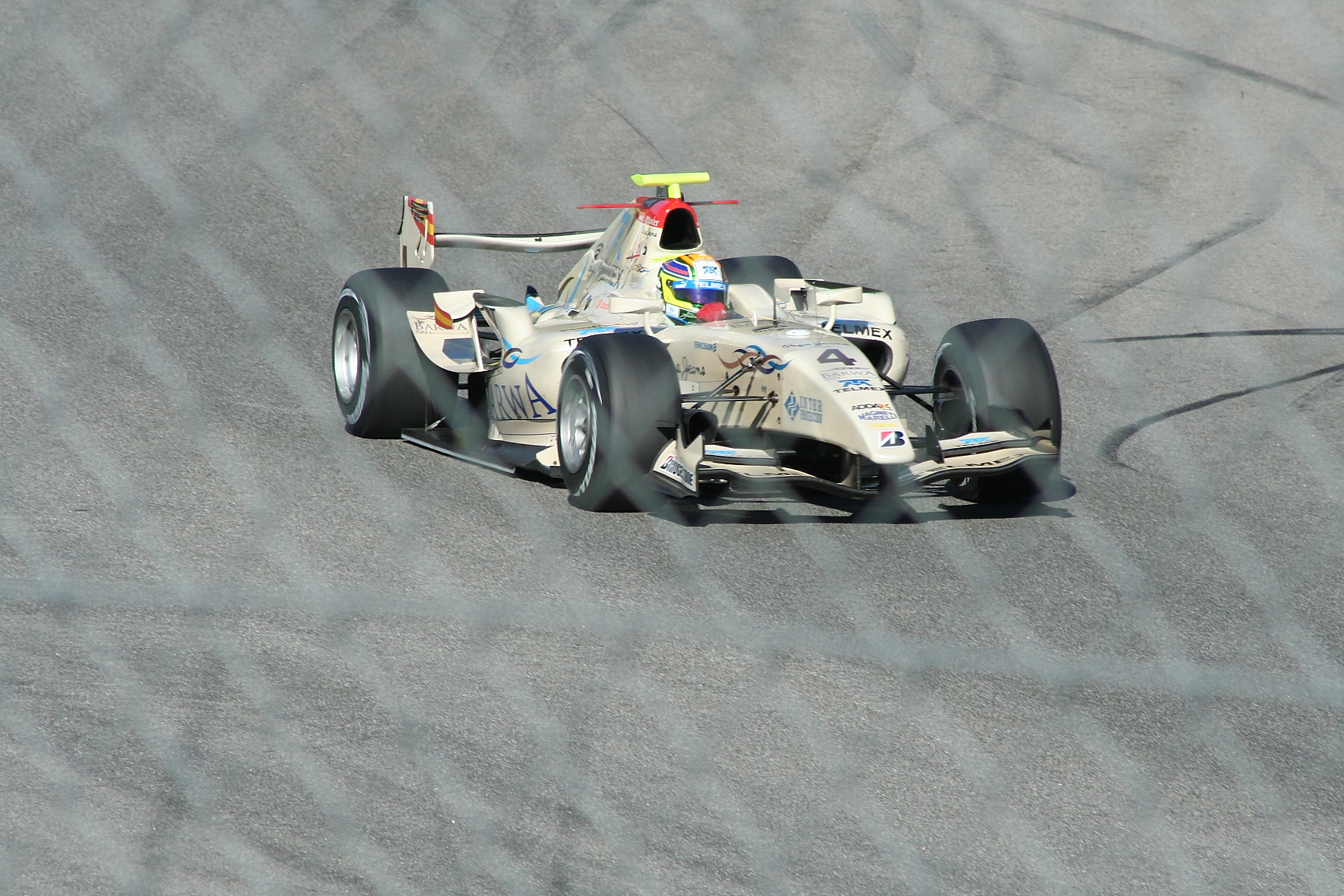
Pérez na etapa de Monza da GP2 em 2010

Pérez competiu na GP2 Asia Series e na GP2 Series por duas temporadas. A sua primeira participação na GP2 Asia foi em 2008-09, pela equipe Campos Grand Prix, tendo como companheiro de equipe o futuro piloto da F1 Vitaly Petrov. O mexicano conseguiu duas vitórias, três pódios e 26 pontos, ficando em sétimo lugar. Já na GP2 Series, Pérez competiu pela Arden International, tendo Edoardo Mortara como companheiro de equipe e Christian Horner como chefe. Pérez conseguiu apenas dois pódios, encerrando a temporada em 12º, com 22 pontos.
Na sua segunda participação nessas categorias, Pérez foi para a Barwa Addax Team. Na Asia Series de 2009-10, o mexicano participou apenas de duas etapas, substituindo Luiz Razia, e obteve cinco pontos, ficando em 15º no campeonato de pilotos. E na GP2 Series, Pérez correu ao lado de Giedo van der Garde e travou um duelo com Pastor Maldonado, chegando à última rodada precisando da vitória, mas acabou perdendo o título para o venezuelano por dezesseis pontos.

### Fórmula 1

#### Sauber
No dia 4 de outubro de 2010, a equipe Sauber anunciou o mexicano como piloto titular para a temporada de 2011 da Fórmula 1.

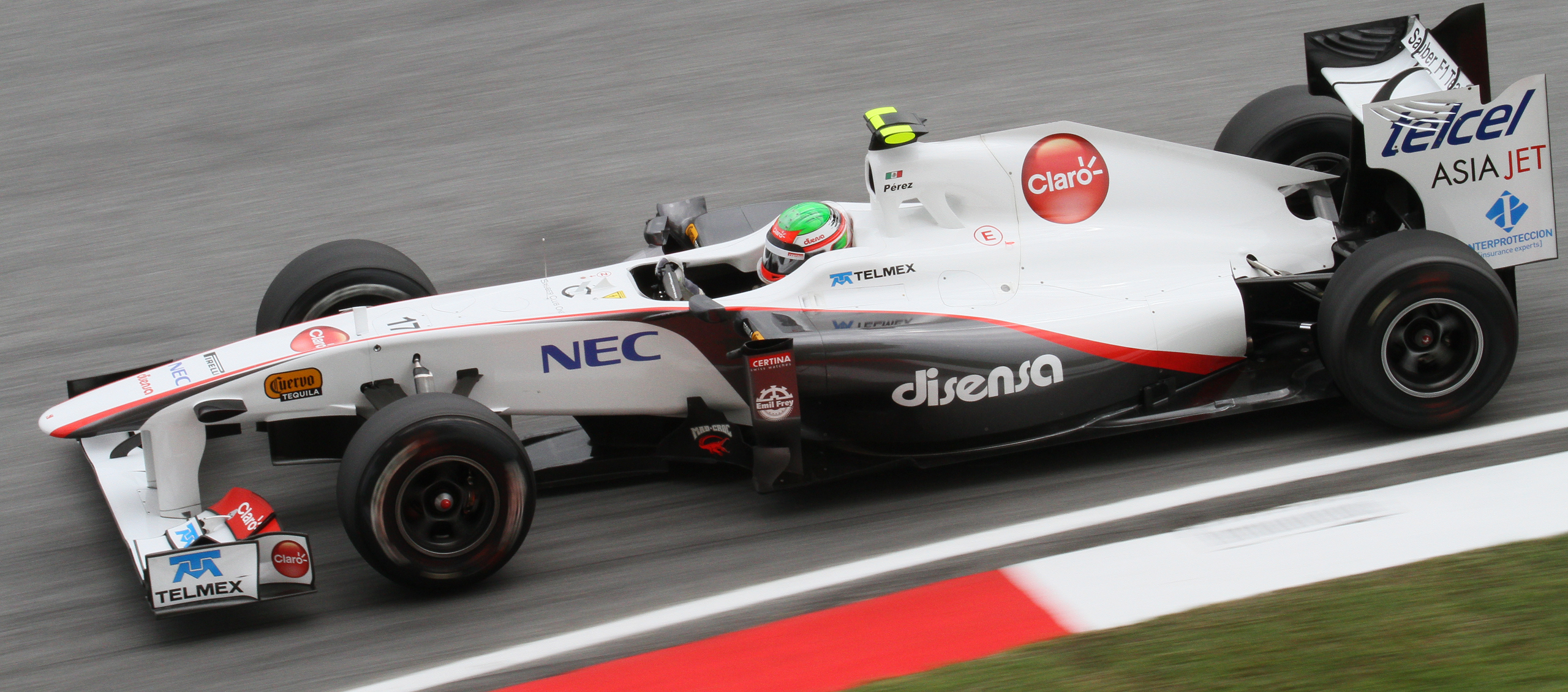
Pérez pilotando pela equipe Sauber no Grande Prêmio da Malásia de 2011.

Em 2011, durante o Grande Prêmio da Espanha, Pérez marcou os primeiros pontos na categoria, ao chegar na nona posição.
No treino classificatório do GP De Mônaco de 2011, ele perdeu o controle do carro após sair do túnel e depois de tocar o guard-rail, bateu fortemente contra o muro de proteção. O piloto mexicano chegou a perder a consciência e foi levado para o hospital, onde foram constatados uma fratura na perna esquerda e uma concussão. Com o acidente, o piloto não largou em Mônaco e ficou fora também da etapa seguinte, no Canadá, sendo substituído por Pedro de la Rosa.
Em 2012, Perez subiu pela primeira vez ao pódio, ao chegar em segundo lugar no Grande Prêmio da Malásia, segunda etapa do campeonato. O piloto foi o primeiro a parar nos boxes para colocar pneus de chuva e por isso ganhou vantagem sobre seus adversários.
No Grande Prêmio do Canadá, Pérez voltou a subir ao pódio, dessa vez em terceiro lugar. O piloto largou na décima quinta colocação, porém, com uma estratégia arriscada, de apenas uma parada, conseguiu se recuperar. O chefe da equipe Peter Sauber, sugeriu que a boa adaptação ao carro da escuderia pode ter sido o motivo do bom desempenho do piloto. O resultado rendeu elogios de Luca Baldisseri, líder da Academia de Pilotos da Ferrari, que destacou o autocontrole do piloto mexicano.
O terceiro pódio da temporada veio no Grande Prêmio da Itália. Após largar em décimo terceiro lugar no grid, com pneus duros, Pérez conseguiu prolongar seu tempo na pista até o pit-stop, quando trocou para pneus médios, conseguindo então um ritmo melhor que seus adversários, que se encontrava com os duros, ganhando assim, várias posições até chegar em segundo lugar.

#### McLaren

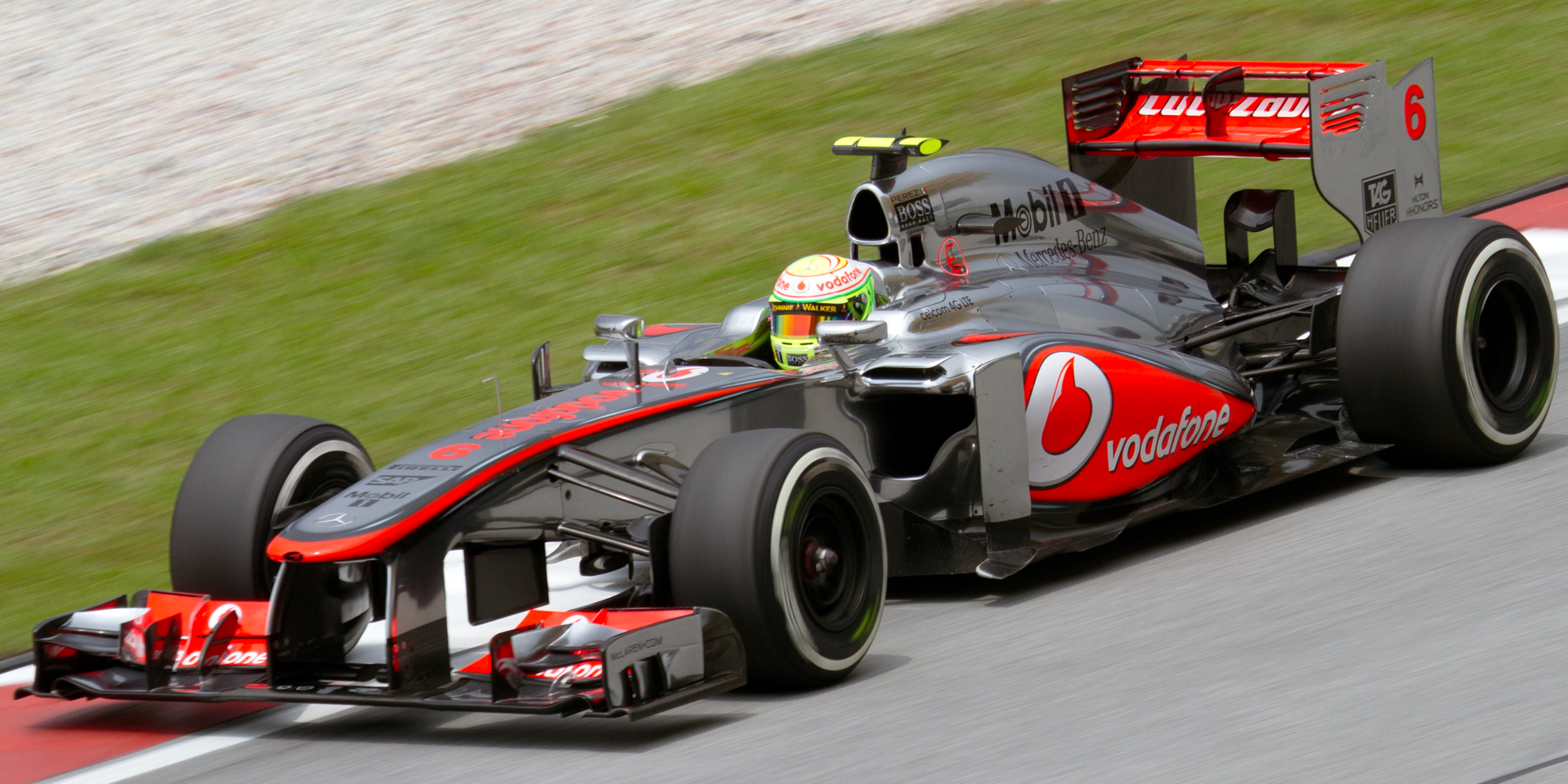
Pérez durante o segundo treino livre do GP da Malásia de 2012

Ao final de setembro de 2012, com o anúncio da transferência de Hamilton da McLaren para a Mercedes na temporada seguinte, o bom desempenho de Pérez lhe rendeu uma vaga na escuderia inglesa para 2013. O mexicano chegou a dizer que estava "realizando um sonho" ao ingressar na equipe. Após o acerto, entretanto, o mexicano não pontuou mais na temporada e completou apenas três de seis corridas.
Pérez estreou na McLaren cercado de expectativas de que ao menos, ele recuperaria seu bom desempenho. Mas seu melhor resultado foi um quinto lugar no GP da Índia e foi apenas o 11º colocado, com 49 pontos, abaixo de seu companheiro Jenson Button, que ficou em nono lugar, com 73 pontos.

#### Force India
Após ser dispensado pela McLaren, "Checo" Pérez foi contratado em dezembro de 2013 como piloto titular da Force India.

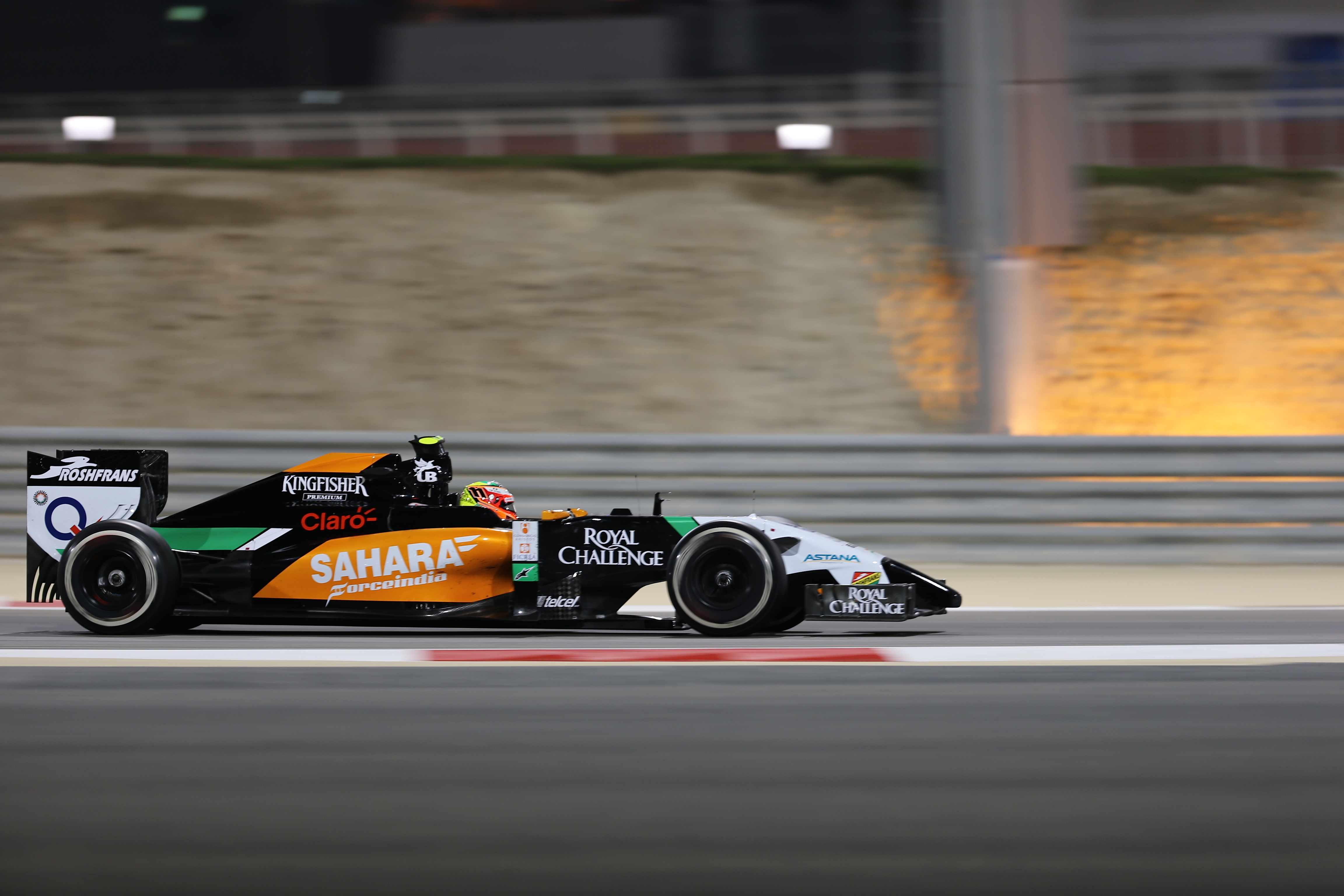
Pérez pilotando pela equipe Force India no Grande Prêmio do Barém de 2014.

No Grande Prêmio do Barém, terceira etapa da temporada 2014, o mexicano chegou ao pódio ao completar a corrida na terceira colocação. Em 22 de novembro renovou seu contrato por vários anos.
Em 2015 realizou sua melhor temporada, concluindo-a na nona posição com 78 pontos. Conquistou, ainda, um pódio no Grande Prêmio da Rússia quando herdou a terceira posição na última volta, após os pilotos finlandeses Valtteri Bottas e Kimi Räikkönen colidirem quando disputavam a posição.
Em 2016, Pérez conquistou dois pódios ao terminar em terceiro no Mônaco e da Europa, e terminou na sétima posição na classificação de pilotos com 101 pontos. Em 2017, Pérez passou a ter Esteban Ocon de companheiro de equipe, já que Hülkenberg se transferiu para a Renault, e a dupla protagonizou vários embates nas pistas. O mexicano não conquistou nenhum pódio, mas pontuou em dezessete das vinte etapas, mantendo a posição do ano anterior, mas fazendo um ponto a menos, e ainda superando o companheiro Ocon por treze pontos.
Em 2018, Pérez conquistou um pódio ao terminar em terceiro no Azerbaijão, e terminou na oitava posição na classificação de pilotos com 62 pontos. Durante o ano de 2018, o dono da Force India, Vijay Mallya teve problemas judiciais na Índia, resultando na venda da equipe. Mas Pérez, que segundo o próprio, agiu a pedido de funcionários, entrou com uma ação legal que tirou o controle da venda de Mallya e da holding Orange India Holdings Sarl, além de impedir que a Force India fosse liquidada. A compra da equipe foi concretizada em agosto, por um conglomerado liderado por Lawrence Stroll, pai do piloto Lance Stroll.

#### Racing Point

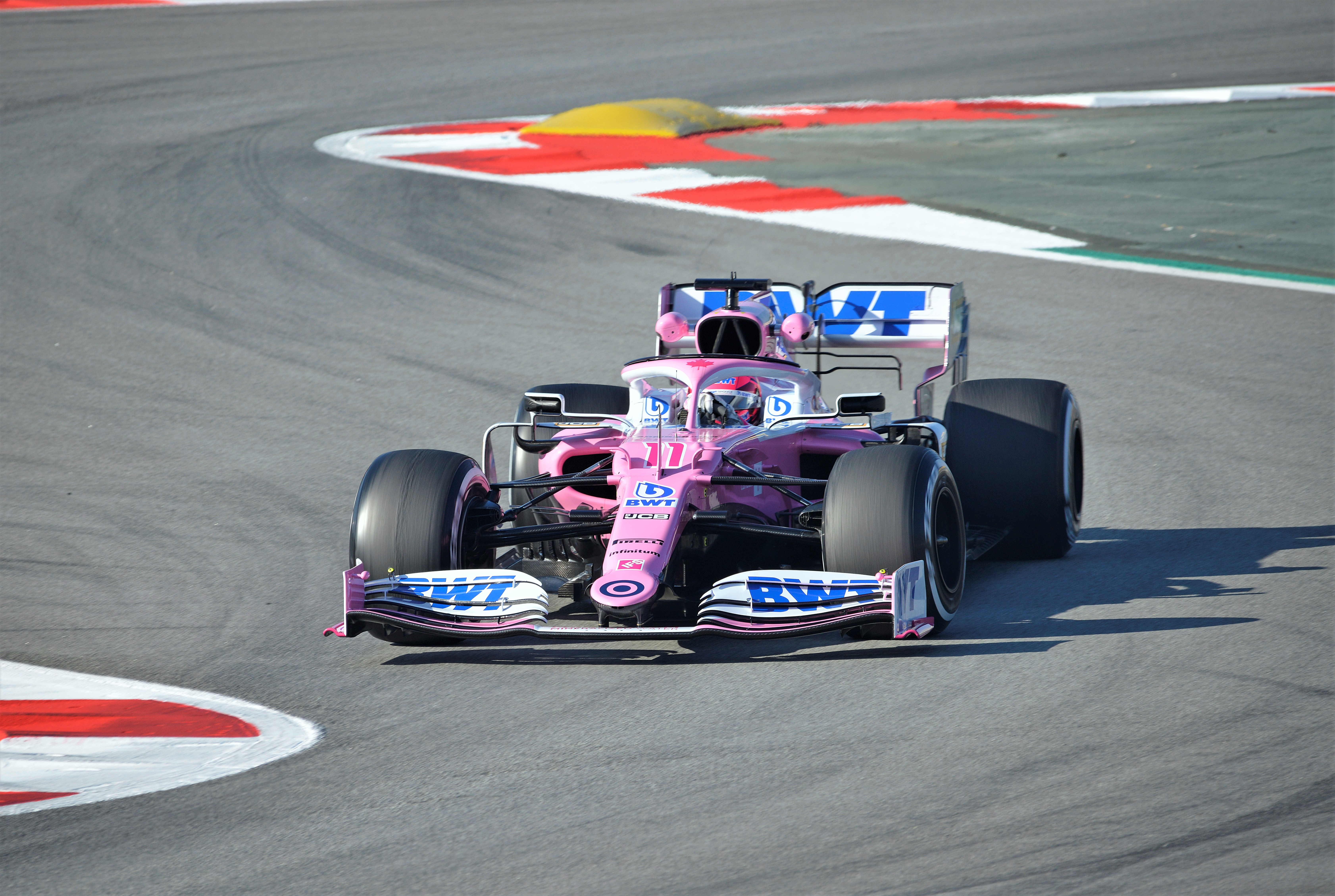
Perez conduzindo o RP20 em 2020

Na Racing Point, Pérez passou a correr ao lado de Lance Stroll, que ficou com a vaga de Ocon. Em seu primeiro ano, Checo liderou a equipe, conquistando 52 dos 77 pontos que a Racing Point obteve no campeonato.
Durante o final de semana do Grande Prêmio da Bélgica de 2019, foi confirmado que Pérez e Stroll continuariam com a Racing Point para a disputa da temporada de 2020. Em janeiro de 2020, foi anunciado que Pérez havia assinado um contrato com a equipe até o final temporada de 2022.
Pérez foi impedido de disputar o Grande Prêmio da Grã-Bretanha após testar positivo para a COVID-19. O resultado foi obtido após o seu primeiro exame ter dado resultado "inconclusivo". Ele também ficou de fora da etapa seguinte, o Grande Prêmio do 70.º Aniversário. Com ele sendo substituído por Nico Hülkenberg em ambos os eventos. Em 8 de setembro de 2020, Pérez anunciou que deixaria a equipe no final da temporada de 2020, apesar de ter sido contratado para pilotar pela equipe até 2022.
Pérez conquistou um pódio em segundo no Grande Prêmio da Turquia. Pérez também esteve perto de conquistar um pódio em terceiro no Grande Prêmio do Barém, mas uma falha de motor tardia na volta 54 o obrigou a abandonar a corrida.
No dia 6 de dezembro de 2020, Pérez conquistou sua primeira vitória na categoria ao vencer o Grande Prêmio de Sakhir, sendo esta também a primeira da equipe Racing Point. Com isso, ele se tornou o segundo piloto mexicano a vencer na categoria, o que não acontecia desde Pedro Rodríguez no Grande Prêmio da Bélgica de 1970.

#### Red Bull Racing

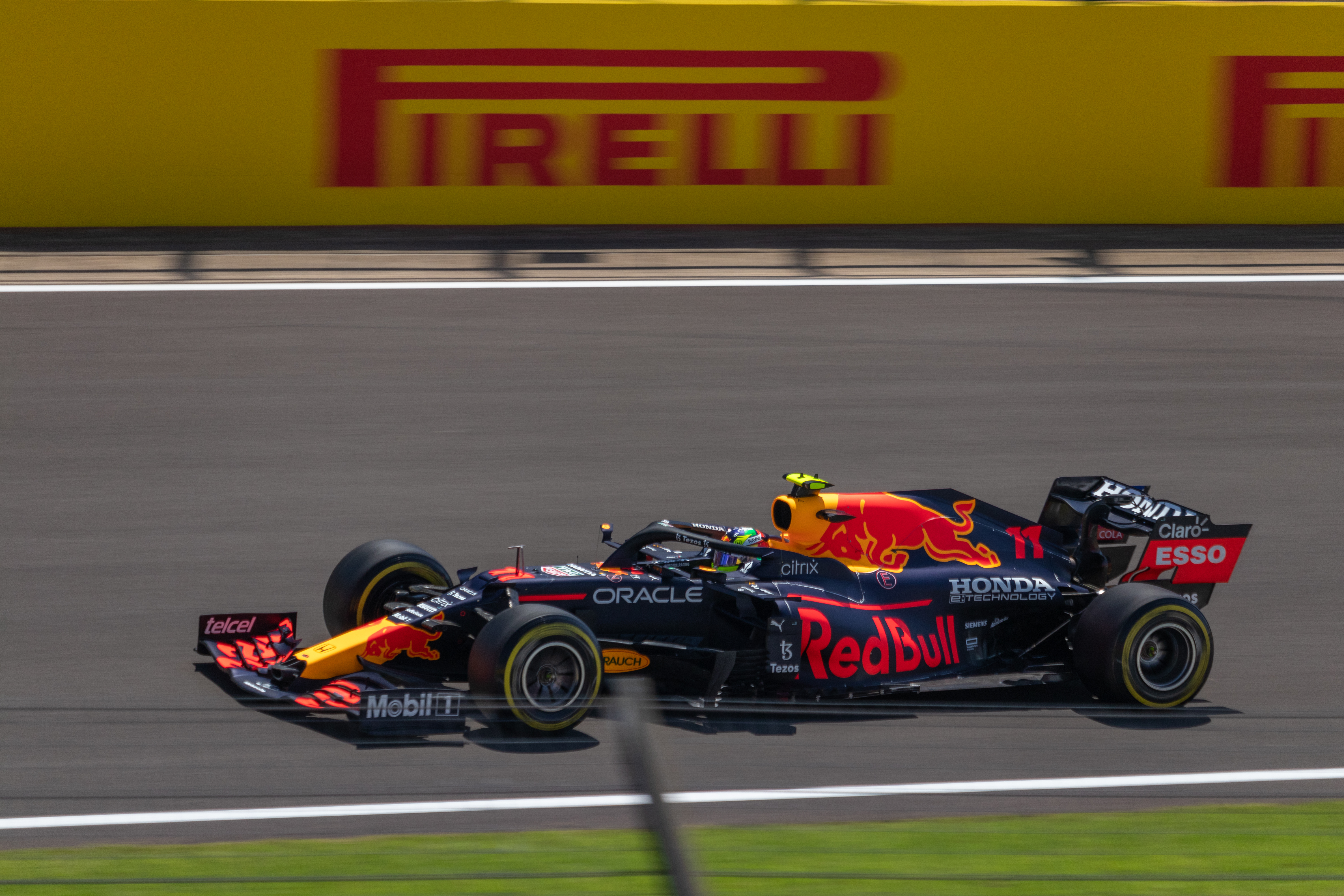
Perez pilotando o RB16B no autódromo de Silverstone, em 2021

Em 18 de dezembro de 2020, Pérez foi anunciado como novo piloto da equipe Red Bull Racing para a temporada de 2021 da Fórmula 1, substituindo Alexander Albon.
Em 6 de junho de 2021, Pérez venceu a corrida no Grande Prêmio do Azerbaijão, após a batida do seu companheiro de equipe, Max Verstappen, a cinco voltas do fim, provocada por um furo de pneu e também do piloto da Mercedes, Lewis Hamilton, que havia passado reto na relargada à duas voltas pro final da corrida.
Em 29 de maio de 2022, Pérez venceu a corrida no Grande Prêmio de Mônaco e se tornou o primeiro mexicano a vencer uma corrida em Mônaco e sendo o maior vencedor da história mexicana na Fórmula 1, superando as duas vitórias de Pedro Rodríguez.
2023 foi, até o momento, a melhor temporada de Pérez na F1. Ele obteve duas poles, duas vitórias, nove pódios e 285 pontos, sendo vice-campeão de pilotos. A conquista veio no dia 19 de novembro de 2023, quando o mexicano ficou em terceiro lugar no Grande Prêmio de Las Vegas, o que impediu seu rival Lewis Hamilton de ultrapassá-lo na pontuação.

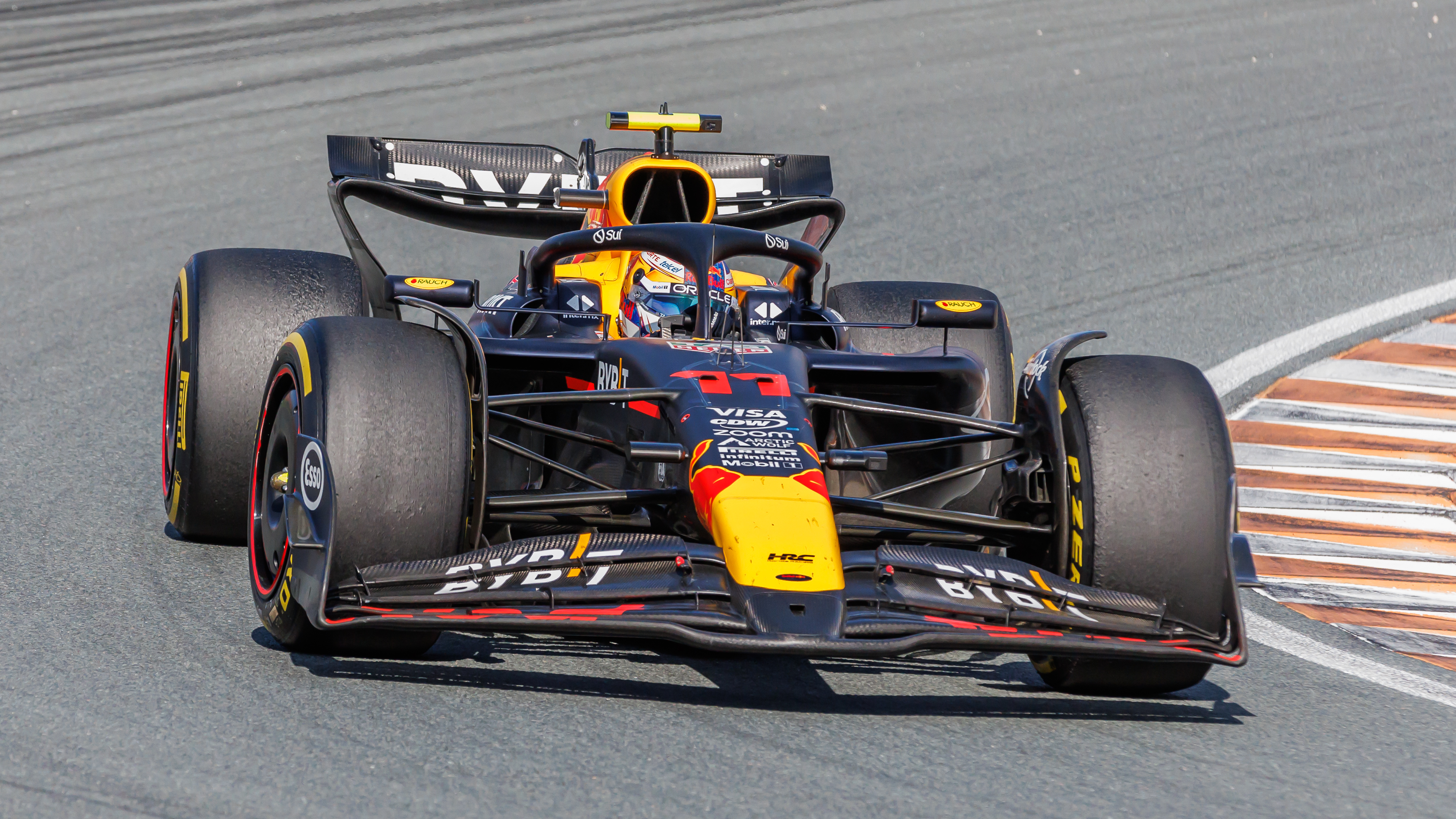
Perez guiando o RB20 na pista de Zandvoort em 2024

Em 4 de junho de 2024, a equipe Red Bull anunciou a renovação do contrato de Pérez por mais duas temporadas, assim, estava previsto que ele permaneceria na equipe austríaca até o final da temporada de 2026. A decisão foi contestada nas redes sociais por conta dos maus desempenhos que Pérez teve nas últimas provas, com destaque para o Grande Prêmio de Mônaco, no qual ele não conseguiu avançar para o Q2, e na corrida, se envolveu em um acidente com a dupla da Haas Kevin Magnussen e Nico Hulkenberg, o que o tirou da corrida já nas primeiras voltas, e que o ajudou a despencar para a quinta posição no campeonato de pilotos. Mas seu chefe de equipe Christian Horner justificou a escolha do mexicano por conta da continuidade, do sucesso da parceria de Checo com Max Verstappen e dos bons resultados que ele teve nas etapas iniciais.
No entanto, Pérez continuou tendo maus desempenhos, tendo dificuldade para avançar ao Q3 e sendo constantemente superado por Verstappen. O mexicano ficou oito provas sem pontuar, com quatro destas sendo abandonos, incluindo as duas últimas corridas da temporada. Mesmo assim, Pérez inicialmente apareceu na lista dos inscritos para a temporada 2025, como piloto da Red Bull e ao lado de Verstappen. Porém, os rumores sobre sua demissão continuaram, com a imprensa afirmando que estava sendo negociada uma solução amigável para ambas as partes. E assim, no dia 18 de dezembro de 2024, o próprio piloto comunicou a rescisão de seu contrato, com a Red Bull confirmando a informação. O anúncio de Checo aconteceu exatamente quatro anos depois da Red Bull comunicar para o mundo a sua contratação.

## Resultados nas corridas
Legenda: (Corridas em negrito indicam pole position); (Corridas em itálico indicam volta mais rápida)

### Resultados na GP2 Series
| Temporada | Equipe              | 1          | 2          | 3          | 4         | 5           | 6          | 7         | 8         | 9         | 10         | 11          | 12         | 13        | 14        | 15          | 16        | 17          | 18          | 19          | 20         | Classificação | Pontos |
| --------- | ------------------- | ---------- | ---------- | ---------- | --------- | ----------- | ---------- | --------- | --------- | --------- | ---------- | ----------- | ---------- | --------- | --------- | ----------- | --------- | ----------- | ----------- | ----------- | ---------- | ------------- | ------ |
| 2009      | Arden International | ESP FEA 14 | ESP SPR 17 | MON FEA 12 | MON SPR 9 | TUR FEA Ret | TUR SPR 16 | GBR FEA 4 | GBR SPR 6 | GER FEA 8 | GER SPR 20 | HUN FEA Ret | HUN SPR 16 | VAL FEA 3 | VAL SPR 2 | BEL FEA Ret | BEL SPR 4 | ITA FEA Ret | ITA SPR Ret | ALG FEA Ret | ALG SPR 11 | 12º           | 22     |

### Resultados na GP2 Asia Series
| Temporada | Equipe            | 1           | 2         | 3         | 4         | 5         | 6         | 7         | 8         | 9           | 10        | 11         | 12        | Classificação | Pontos |
| --------- | ----------------- | ----------- | --------- | --------- | --------- | --------- | --------- | --------- | --------- | ----------- | --------- | ---------- | --------- | ------------- | ------ |
| 2008-09   | Campos Grand Prix | CHN FEA Ret | CHN SPR 7 | UAE FEA 6 | UAE SPR C | BAR FEA 8 | BAR SPR 1 | CAT FEA 2 | CAT SPR 1 | MAL FEA Ret | MAL SPR 6 | BAR FEA 12 | BAR SPR 9 | 7º            | 26     |

### Resultados na Fórmula 1
| Ano  | Equipe                           | Chassi                | Motor                           | 1       | 2       | 3      | 4      | 5       | 6       | 7       | 8       | 9       | 10      | 11       | 12      | 13      | 14     | 15      | 16      | 17      | 18     | 19      | 20      | 21      | 22      | 23      | 24      | Class. | Pontos |
| ---- | -------------------------------- | --------------------- | ------------------------------- | ------- | ------- | ------ | ------ | ------- | ------- | ------- | ------- | ------- | ------- | -------- | ------- | ------- | ------ | ------- | ------- | ------- | ------ | ------- | ------- | ------- | ------- | ------- | ------- | ------ | ------ |
| 2011 | Sauber F1 Team                   | Sauber C30            | Ferrari 056 2.4 V8              | AUS DSQ | MAL Ret | CHN 17 | TUR 14 | ESP 9   | MON NL  | CAN AT  | EUR 11  | GBR 7   | ALE 11  | HUN 15   | BEL Ret | ITA Ret | SIN 10 | JAP 8   | COR 16  | IND 10  | ABU 11 | BRA 13  |         |         |         |         |         | 16.º   | 14     |
| 2012 | Sauber F1 Team                   | Sauber C31            | Ferrari 056 2.4 V8              | AUS 8   | MAL 2   | CHN 11 | BAR 11 | ESP Ret | MON 11  | CAN 3   | EUR 9   | GBR Ret | ALE 6   | HUN 14   | BEL Ret | ITA 2   | SIN 10 | JAP Ret | COR 11  | IND Ret | ABU 15 | EUA 11  | BRA Ret |         |         |         |         | 10.º   | 66     |
| 2013 | Vodafone McLaren Mercedes        | McLaren MP4-28        | Mercedes FO 108Z 2.4 V8         | AUS 11  | MAL 9   | CHN 11 | BAR 6  | ESP 9   | MON 16  | CAN 11  | GBR Ret | ALE 8   | HUN 9   | BEL 11   | ITA 12  | SIN 8   | COR 10 | JAP 15  | IND 5   | ABU 9   | EUA 7  | BRA 6   |         |         |         |         |         | 11.º   | 49     |
| 2014 | Sahara Force India F1 Team       | Force India VJM07     | Mercedes PU106A Hybrid 1.6 V6 t | AUS 10  | MAL NL  | BAR 3  | CHN 9  | ESP 9   | MON Ret | CAN 11† | AUT 6   | GBR 11  | ALE 10  | HUN Ret  | BEL 8   | ITA 7   | SIN 7  | JAP 10  | RUS 10  | EUA Ret | BRA 15 | ABU 7   |         |         |         |         |         | 10.º   | 59     |
| 2015 | Sahara Force India F1 Team       | Force India VJM08     | Mercedes PU106B Hybrid 1.6 V6 t | AUS 10  | MAL 13  | CHN 11 | BAR 8  | ESP 13  | MON 7   | CAN 11  | AUT 9   | GBR 9   | HUN Ret | BEL 5    | ITA 6   | SIN 7   | JAP 12 | RUS 3   | EUA 5   | MEX 8   | BRA 12 | ABU 5   |         |         |         |         |         | 9.º    | 78     |
| 2016 | Sahara Force India F1 Team       | Force India VJM09     | Mercedes PU106C Hybrid 1.6 V6 t | AUS 13  | BAR 16  | CHN 11 | RUS 9  | ESP 7   | MON 3   | CAN 10  | EUR 3   | AUT 17† | GBR 6   | HUN 11   | ALE 10  | BEL 5   | ITA 8  | SIN 8   | MAL 6   | JAP 7   | EUA 8  | MEX 10  | BRA 4   | ABU 8   |         |         |         | 7.º    | 101    |
| 2017 | Sahara Force India F1 Team       | Force India VJM10     | Mercedes M08 EQ Power+ 1.6 V6 t | AUS 7   | CHN 9   | BAR 7  | RUS 6  | ESP 4   | MON 13  | CAN 5   | AZE Ret | AUT 7   | GBR 9   | HUN 8    | BEL 17  | ITA 9   | SIN 5  | MAL 6   | JAP 7   | EUA 8   | MEX 7  | BRA 9   | ABU 7   |         |         |         |         | 7.º    | 100    |
| 2018 | Sahara Force India F1 Team       | Force India VJM11     | Mercedes M09 EQ Power+ 1.6 V6 t | AUS 11  | BAR 16  | CHN 12 | AZE 3  | ESP 9   | MON 12  | CAN 14  | FRA Ret | AUT 7   | GBR 10  | ALE 7    | HUN 14  |         |        |         |         |         |        |         |         |         |         |         |         | 8.º    | 62     |
| 2018 | Racing Point Force India F1 Team | Force India VJM11     | Mercedes M09 EQ Power+ 1.6 V6 t |         |         |        |        |         |         |         |         |         |         |          |         | BEL 5   | ITA 7  | SIN 16  | RUS 10  | JAP 7   | EUA 8  | MEX Ret | BRA 10  | ABU 8   |         |         |         | 8.º    | 62     |
| 2019 | SportPesa Racing Point F1 Team   | Racing Point RP19     | BWT Mercedes 1.6 V6 t           | AUS 13  | BAR 10  | CHN 8  | AZE 6  | ESP 15  | MON 12  | CAN 12  | FRA 12  | AUT 11  | GBR 17  | ALE Ret  | HUN 11  | BEL 6   | ITA 7  | SIN Ret | RUS 7   | JAP 8   | MEX 13 | EUA 10  | BRA 9   | ABU 7   |         |         |         | 10.º   | 52     |
| 2020 | BWT Racing Point F1 Team         | Racing Point RP20     | BWT Mercedes 1.6 V6 t           | AUT 6   | EST 6   | HUN 7  | GBR NP | 70 NP   | ESP 5   | BEL 10  | ITA 10  | TOS 5   | RUS 4   | EIF 4    | POR 7   | EMI 6   | TUR 2  | BAR 18† | SKR 1   | ABU Ret |        |         |         |         |         |         |         | 4.º    | 125    |
| 2021 | Red Bull Racing Honda            | Red Bull Racing RB16B | Honda RA621H 1.6 V6 t           | BAR 5   | EMI 12  | POR 4  | ESP 5  | MON 4   | AZE 1   | FRA 3   | EST 4   | AUT 6   | GBR 16  | HUN Ret  | BEL 19  | PBS 8   | ITA 5  | RUS 9   | TUR 3   | EUA 3   | CMX 3  | SAO 4   | CAT 4   | ARA Ret | ABU 15† |         |         | 4.º    | 190    |
| 2022 | Oracle Red Bull Racing           | Red Bull Racing RB18  | Red Bull RBPTH001 1.6 V6 t      | BAR 18† | ARA 4   | AUS 2  | EMI 23 | MIA 4   | ESP 2   | MON 1   | AZE 2   | CAN Ret | GBR 2   | AUT Ret5 | FRA 4   | HUN 5   | BEL 2  | PBS 5   | ITA 6   | SIN 1   | JAP 2  | EUA 4   | CMX 3   | SAO 75  | ABU 3   |         |         | 3.º    | 305    |
| 2023 | Oracle Red Bull Racing           | Red Bull Racing RB19  | Honda RBPT H001 1.6 V6 t V6 t   | BHR 2   | SAU 1   | AUS 5  | AZE 1  | MIA 2   | MON 16  | ESP 4   | CAN 6   | AUT 32  | GBR 6   | HUN 3    | BEL 2   | NED 4   | ITA 2  | SIN 8   | JPN Ret | QAT 10  | USA 45 | MXC Ret | SAP 43  | LAS 3   | ABU 4   |         |         | 2.º    | 285    |
| 2024 | Oracle Red Bull Racing           | Red Bull Racing RB20  | Honda RBPT H001 1.6 V6 t V6 t   | BHR 2   | SAU 2   | AUS 5  | JPN 2  | CHN 3   | MIA 43  | EMI 8   | MON Ret | CAN Ret | ESP 8   | AUT 78   | GBR 17  | HUN 7   | BEL 7  | NED 6   | ITA 8   | AZE 18† | SIN 10 | USA 7   | MXC 17  | SAP 118 | LAS 10  | QAT Ret | ABU Ret | 8.º    | 152    |

Notas

† – O piloto não terminou a prova, mas foi classificado por ter completado 90% da corrida.

## Vitórias por equipe na F1
- Red Bull: 5
- Racing Point: 1